# 瓜特拉切

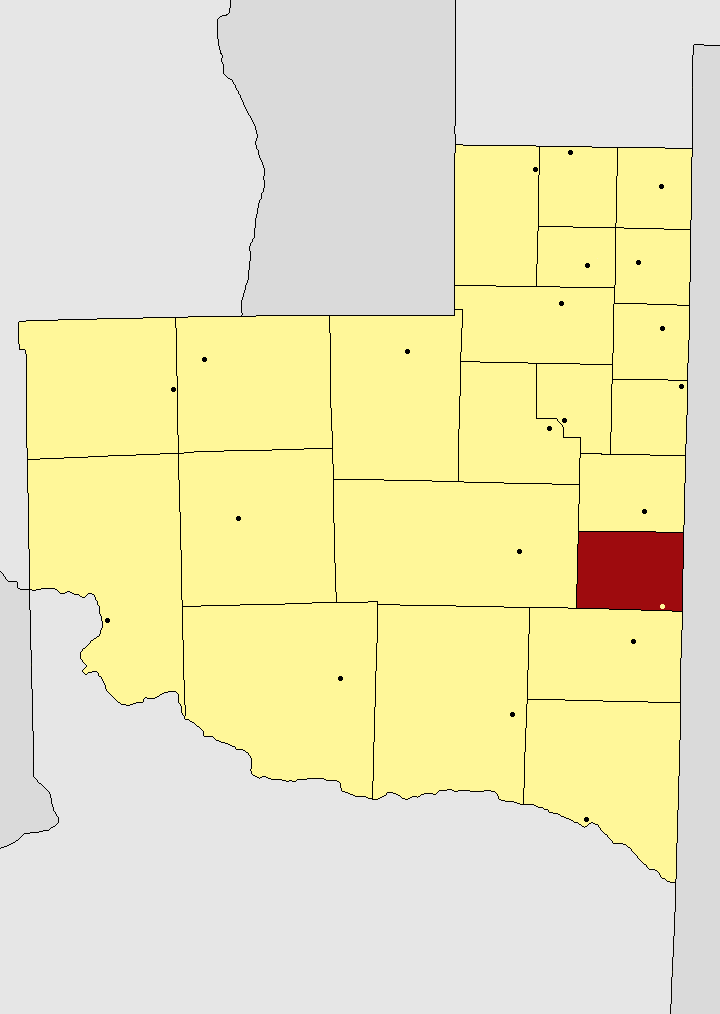

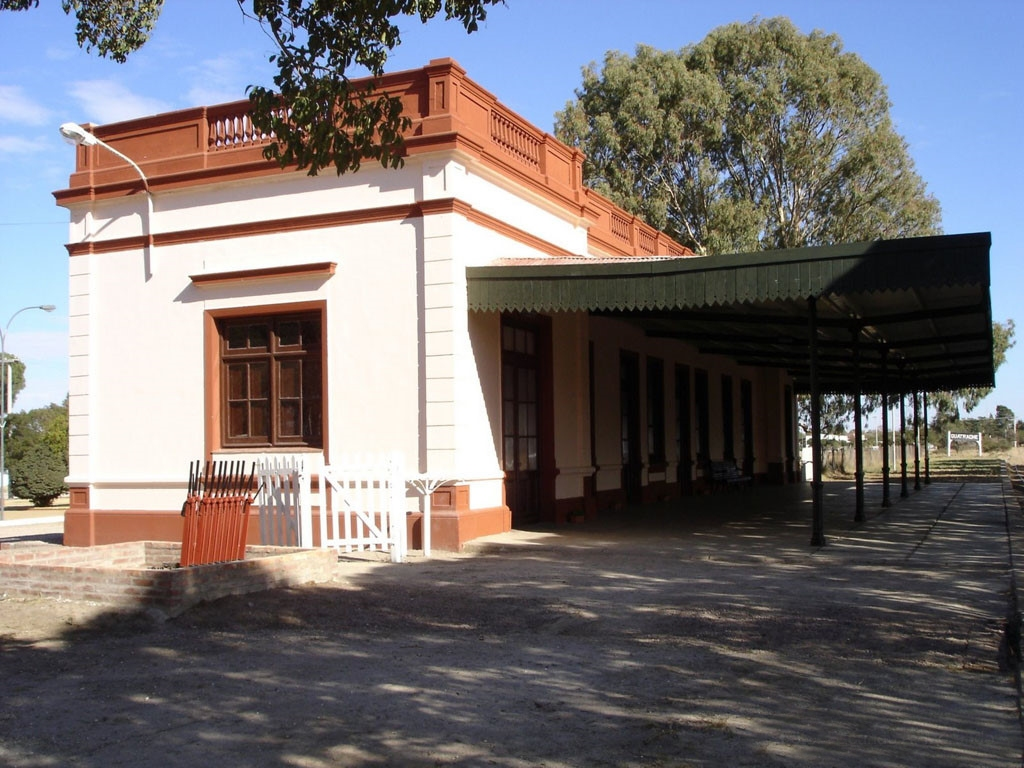

瓜特拉切（西班牙語：Guatraché），是阿根廷的城鎮，位於該國中部拉潘帕省，是聖彼德羅的首府，分別距離聖羅莎和布宜諾斯艾利斯171公里和693公里，面積1,050平方公里，海拔高度169米，2010年人口3,697。
37°40′S 63°32′W / 37.667°S 63.533°W